# ReminderS
ReminderS (titolo originale ReminderS เพราะคิดถึง; letteralmente "Promemoria") è una miniserie thailandese, a tematica omosessuale, composta da 3 episodi andati in onda dal 17 aprile al 20 aprile 2019.
Essa viene considerata un crossover spirituale tra le serie BL Love Sick: The Series e Love by Chance dato che vengono riprese alcune coppie, formate dagli stessi attori, delle relative opere ma con nomi differenti. Oltre a questo elemento l'opera contiene alcune delle canzoni contenute nelle suddette serie. L'opera ha un seguito, 2Wish, incentrato sui personaggi di Two e Wish.

## Trama
L'opera ruota attorno a 3 coppie omosessuali, formate da 6 studenti universitari, di cui 2 ufficialmente fidanzate e 1 ancora no. Mettendo in risalto i rapporti di ogni singola coppia la miniserie esplora le difficoltà, le tenerezze e i dubbi che i protagonisti devono affrontare.

## Personaggi

### Principali
- Two, interpretato da Phiravich Attachitsataporn
Innamorato di Wish accetta qualunque cosa che quest'ultimo gli richiede.
- Wish, interpretato da Rathavit Kijworaluk
Inizialmente approfitta della corte da parte di Two per utilizzarlo come un domestico ma poi i suoi sentimenti per lui si concretizzano arrivando ad auspicare una loro relazione.
- Son, interpretato da Suppapong Udomkaewkanjana
Fidanzato con Pin tenta di imparare segretamente a suonare la chitarra per farli una sorpresa per il suo compleanno ma per farlo, senza farli sapere nulla, si inventa, con lui, di avere degli impegni scolastici inesistenti.
- Pin, interpretato da Tanapon Sukhumpantanasan
Fidanzato con Son lo ama profondamente ma nel momento in cui scopre le bugie raccontate da quest'ultimo mette in dubbio la sua sincerità.
- Phun, interpretato da Nawat Phumphothingam
Fidanzato con Noh che però, a causa del fatto che studia in una facoltà diversa dalla sua, vede poco.
- Noh, interpretato da Chonlathorn Kongyingyong
Fidanzato con Phun vive male il fatto che loro due si vedano poco e, a causa di ciò, nutre forti gelosie e dei dubbi sulla solidità del loro rapporto.

### Secondari
- Dottore, interpretato da Itthipat Thanit
- Assistente del dottore, interpretato da Pongtiwat Tangwancharoen
- Guest star, interpretato da Noppanut Guntachai
- Guest star, interpretato da Surat Permpoonsavat